# Mucama camusi
Mucama camusi är en skalbaggsart som beskrevs av Soula 2002. Mucama camusi ingår i släktet Mucama och familjen Rutelidae. Inga underarter finns listade i Catalogue of Life.